# Astianassa
Astianassa (... – ...) è stata una poetessa e figura mitologica greca antica.

## Biografia
Secondo alcune fonti si dice fosse figlia di Musaeus e che fosse una delle schiave di Elena di Troia, e che avesse e composto poesie su argomenti licenziosi. La sua reale esistenza come persona, tuttavia, viene messa in dubbio e non è accertata.
Secondo fonti tardo greche sulla mitologia classica, Astianassa (in greco antico: Ἀστυάνασσα) era la cameriera di Elena di Troia. Lo studioso del X secolo Fozio di Costantinopoli, citando Tolomeo Efestione, menziona la storia secondo cui Afrodite prestò la sua cintura (kestos himas) a Elena, per fare si che Paride si innamorasse di lei, ma che la rubò Astianassa. Il dizionario bizantino Suda aggiunge la leggenda secondo cui Astianassa fu la prima autrice erotica (in una tradizione che comprendeva altre due scrittrici, Philaenis ed Elephantis), che scrisse un libro sulle posizioni sessuali, e che avesse (secondo altre fonti) comportamenti dissoluti.